# T249 Vigilante
Il T249 Vigilante fu un semovente antiaereo sviluppato dalla ditta statunitense Sperry nel corso degli anni sessanta del XX secolo per sostituire il precedente M42 Duster. L'armamento principale consisteva in un cannone a canne rotanti T250 del calibro di 37 mm, installato in una torretta corazzata di nuovo tipo. Come scafo fu scelto una apposita versione del veicolo trasporto truppe M113A1.

## Sviluppo
A partire dal 1944, nel tentativo di proteggere dagli attacchi aerei, le colonne avanzanti, l'US Army immise in servizio il semovente antiaereo M19 Multiple Gun Motor Carriage basato sullo scafo del carro leggero M24 Chaffee ed equipaggiato con due cannoni Bofors 40/60 installati in una torretta girevole aperta. Quando i carri M24 furono ritirati dal servizio operativo, le torrette vennero installate sugli scafi del più moderno carro M41 Walker Bulldog, dando vita al semovente M42 Duster che, introdotto nel 1953, rimase in servizio fino agli anni settanta, ed ebbe impiego bellico in Vietnam. L'US Army tentò di ammodernare l'M42 Duster con un ambizioso piano, denominato Raduster, ma che non ebbe successo, e quindi richiese lo sviluppo di un nuovo sistema d'arma designato in codice Vigilante.
A partire dal 1 gennaio 1956 l'ufficio progettazione dell'Arsenale di Springfield iniziò a lavorare su un nuovo tipo di arma a canne rotanti, denominata T250, del calibro di 37 mm. Gli ingegneri di Springfield terminarono il lavoro di sviluppo il 30 gennaio seguente, il progetto fu consegnato all'Arsenale di Watervliet, che iniziò gli studi di fattibilità che durarono dal 1 luglio al 31 dicembre 1956. La costruzione del prototipo, designato T25E1, la cui progettazione era completa all'80%, iniziò 1 gennaio e terminò 30 dicembre 1957, e l'arma fu provata operativamente per la prima volta sul Quabbin Range il 21 febbraio 1958, cui seguirono ulteriori collaudi sull'Aberdeen Proving Ground tra il gennaio e il marzo 1960. e
Lo Sperry Utah Engineering Laboratory fu selezionato per l'integrazione del cannone T250 sullo chassis del veicolo da trasporto truppe M113A1, e l'intero sistema d'arma ricevette la designazione provvisoria di T249 "Vigilante B". La versione a traino meccanico del cannone T 250 ricevette la designazione Vigilante "A". La torretta con il cannone fu installata su uno chassis modificato di M113 il 30 giugno 1962.

## Tecnica
Lo scafo del semovente, costruito in alluminio, era quello del VTT M113A1, dotato di sospensione barre a torsione, con 5 rulli portanti doppi in gomma per ciascun lato, con la ruota motrice posta dietro a quella di rinvio avanti, e tre rulli di guida. Il propulsore e il sistema di trasmissione erano quelli dell'M113, mentre le sospensioni erano dotate di un sistema lock-up per stabilizzare il veicolo al momento della messa in punteria, in quanto il cannone poteva sparare solo con il veicolo fermo, e non in movimento. Il pilota si trovava in un abitacolo posto anteriormente, protetto da una cupoletta corazzata, dotata di visori.
Il complesso di fuoco era costituito da una torretta ad azionamento idraulico ruotante sui 360°, contenente un cannone a 6 canne rotanti T250, calibro 37 mm, posto in posizione centrale. La celerità di tiro era pari a 3.000 colpi al minuto contro bersagli aerei, mentre contro quelli terrestri era di 120 colpi al minuto. La velocità iniziale dei proiettili era pari a 915 m/sec, il loro peso era di 1,21 kg, e la gittata massima arrivava a 2 700 m. Sul lato sinistro vi era un grande tamburo circolare fisso, contenente il munizionamento, pari a 192 colpi T324E22 da 37x219 mm SR, che garantivano all'incirca 5 secondi di fuoco, e che doveva essere ricaricato manualmente. Sul lato destro vi era l'abitacolo del cannoniere, racchiuso da una cupola di plexiglas. Sul retro era sistemato il sistema di controllo del tiro (Fire Control System) T51 e l'antenna del radar di scoperta e tiro XM17. La dotazione era completata da 1 lancianebbia a 8 canne posto sul lato destro della torretta.

## Impiego operativo
All'inizio degli anni sessanta l'US Army richiese la produzione di sei prototipi del sistema Vigilante, tre sistemi a traino meccanico "Vigilante A" e tre semoventi "Vigilante B".
Al termine dei collaudi, e nonostante fosse stato previsto l'adozione dello scafo del carro leggero M551 Sheridan in caso di produzione in serie, lo sviluppo del semovente T249 Vigilante fu annullato a favore di quello dell'ambizioso sistema d'arma completamente missilistico MIM-46 Mauler, che fu a sua volta abbandonato per il più convenzionale programma M163 VADS.
Negli anni settanta la Sperry Rand ripresentò il sistema T249, in una versione semplificata, al concorso DIVAD emesso dall'US Army nel 1977, ricalibrato dalla Maremont in calibro 35x228 mm. Il cannone poteva sparare 3.000 colpi al minuto in funzione antiaerea, o 180 contro bersagli terrestri, alimentato da un magazzino circolare contenente 1.464 colpi. La torretta di alluminio era sormontata da due radar, uno di scoperta e uno di controllo del tiro e da un sistema IFF, tutti di produzione Sperry, un sistema LLLTV (Low Light Level TV), un sistema di puntamento laser, e un computer Teledyne.
Un esemplare incompleto del semovente T249 Vigilante si trova attualmente esposto al chiuso presso l'US Army Artillery Museum, a Fort Sill (Oklahoma). Precedentemente era stato esposto all'aperto presso l'US Army Ordnance Museum di Aberdeen, (Maryland).

### Annotazioni
1. ↑  Normalmente lo sviluppo di un'arma di questo calibro avrebbe dovuto essere affidata al Watervliet Arsenal di Watervliet (New York), ma lo sviluppo dell'arma fu affidato all'Arsenale di Springfield in quanto questo aveva seguito lo sviluppo del precedente T171 a canne rotanti, in calibro 20 mm.
2. ↑  Fu costruito anche un mock-up dell'arma con il 20% delle parti funzionanti.
3. ↑  La scelta tra l'alimentazione elettrica o idraulica fu oggetto di un ampio dibattito, e venne deciso di costruire due prototipi, il T250X1 ad alimentazione elettrica realizzata dalla Vickers, e il T250X2 ad azionamento idraulico, che andò incontro a notevoli problemi di sviluppo. Lo sviluppo della versione T250X2 fu temporaneamente bloccato nel marzo 1959, e l'arma venne ricostruita con l'alimentazione elettrica.
4. ↑  Secondo alcune fonti lo scafo del semovente era leggermente modificato, in quanto il telaio era stato allungato, ed era stata aumentata l'altezza del telaio dal suolo. Ma l'esemplare in mostra all'US Army Artillery Museum di Fort Sill è dotato di uno scafo standard dell'M113, adattato all'installazione della torretta.
5. ↑  Al fine di non affaticare il sistema elettrico di alimentazione dell'arma il peso di ogni singola canna fu ridotta da 73 a 63 kg, per non surriscaldare i circuiti.
6. ↑  La lunghezza di una canna era di 2.540 mm.
7. ↑  Secondo Robert J. Heredia e Stanley J. Lowell furono sparate raffiche continuative di 334 colpi senza che si verificassero problemi di surriscaldamento delle canne.
8. ↑  Il munizionamento era suddiviso in due tipi esplosivo ad alto potenziale (High Explosive), e Perforante, con i proiettili aventi lunghezza e peso similari.
9. ↑  Inizialmente dovevano essere otto, quattro semoventi e quattro a traino meccanico, poi ridotti a tre per tipo.

### Fonti
1. 1 2 3 4   "The Red Queen and the Vigilante", su quarryhs.co.uk. URL consultato il 10 marzo 2016 (archiviato dall'url originale il 13 maggio 2018).
2. 1 2  Hunnicut 1987, p. 186.
3. 1 2  Tillotson 1981, p. 69.
4. ↑  "M42 Duster", globalsecurity.org
5. 1 2 3  Heredia, Lowell 1960, p. 2.
6. ↑  Heredia, Lowell 1960, p. 6.
7. ↑  Heredia, Lowell 1960, p. 3.
8. ↑  Hunnicut 1987, p. 187.
9. ↑  Andreas Parsch, "General Dynamics MIM-46 Mauler", 2002
10. 1 2  Hunnicut 1984, p. 265.
11. ↑  Anthony Williams, "The Red Queen and Vigilante" Archiviato il 13 maggio 2018 in Internet Archive.
12. ↑  Hunnicut 1987, p. 264.